# 阿脑阿画
阿脑阿画（ɑ21 ȵo31 ɑ21 χɑ31），又作阿画、阿拂，水西安氏（明代赐汉姓）第36任首领，元朝顺元、八番等处土官，自称汉朝牂牁“黑卢鹿”默部第六十二代首领，宋代普贵（仁额普蔼）之后裔。
至大元年（1308年），授武略将军、顺元等处军民宣抚使。泰定年间，赐名帖木儿卜花，晋升为中奉大夫、护国侍卫亲军都指挥、八番沿边宣慰使。至顺元年（1330年），加授资善大夫、云南行省左丞。后因奉命征伐之功，授昭勇大将军、佩三珠虎符、顺元八番等处军民宣慰使。加龙虎大将军、顺元郡罗甸侯。去世后，赠济国公。世领水西地（今乌江上游鸭池河以西，相当黔西、息烽、修文之西，普定以北，水城之东，大方以南地区），是贵州省彝族先民之一支。